# 鬼子母の末裔
『鬼子母の末裔』（きしものまつえい）は、森村誠一による短編推理小説、またそれを表題作とした短編小説集。またそれをもとにしたテレビドラマ。
初出は『小説新潮』1985年の1月号。
本作は短編集『魚葬』（角川文庫、1985年刊）、上述の短編集『鬼子母の末裔』（光文社文庫、2011年刊）、短編集『盗まれた密室』（立風書房、1993年刊）に収録された。
短編集『鬼子母の末裔』は表題作をはじめ、「蜜葬」「禁じられた墓標」「高燥の墳墓」「神風の殉愛」「ラストファミリー」の6作品が収録されている。

## ストーリー
亡き夫と始めたクリーニング店数店舗を経営する根本景子は、一人息子の根本圭一を育ててきたシングルマザーである。景子はかつて3人を殺しているが、警察には一度も捕まらなかった。1度目は太平洋戦争を中国大陸で迎え、日本に帰る船の上でデッキに一緒にいた子供を海に突き落とした。2度目は圭一の1歳年上で近所のガキ大将の源太に石を落として殺した。3度目は酒と女にハマり、自分と圭一に暴力を振るうようになった夫の首を絞め、道路に放置し車に轢かせた。大人になった圭一は尾形佳枝と結婚し、1年ほどは3人で生活してたが、佳枝の希望で別居することになった。嫁姑関係がギクシャクし、佳枝に殺意を抱くようになる。ある日、圭一と佳枝が夫婦喧嘩をし、圭一がついうっかり佳枝を殴ると、佳枝は打ち所が悪くて気を失ってしまい、圭一は愛人の家に逃げてしまう。その後、家にやってきた景子は、佳枝がだらしなく寝てるからちょうどよいと思い絞殺するが、その時使った凶器は索条痕が残らない材質でできたもので、3度目の殺人・夫の殺害に使ったものだった。圭一は警察に出頭して、「佳枝を殴って死なせた時は気が動転していて前後のことを覚えていない」と言う。景子は自分が首を絞めて死なせたことを話すが、それは息子を庇ってのことだと警察は解釈して相手にせず、結局圭一が自分の罪を背負うことになる。そんな景子は、無傷で生き残った自分こそ鬼子母の末裔だと思うようになる。

## テレビドラマ

### 1985年版
1985年9月20日、フジテレビ「金曜女のドラマスペシャル」にて放送。
キャスト
- 岡田茉莉子
- 田中美佐子
- 三浦浩一
- 中原早苗
- 名和宏
- 文野朋子
- 穂高稔

スタッフ
- 脚本 - 三宅直子
- 演出 - 堀川弘通
- 制作 - 東宝、フジテレビ
- 撮影技術 - 林淳一郎

### 2003年版
2003年9月10日、テレビ東京「女と愛とミステリー」にて放送。
キャスト
- クリーニング会社「清洗社」の会長・根本景子 - 佐久間良子
- 谷南警察署 警部補・青木茂 - 古谷一行
- 根本（尾形）佳枝 - 南野陽子
- 根本圭一 - 細川茂樹
- 根本博夫 - 片桐竜次
- 尾形誠 - 森宮隆
- 居酒屋の女将・美津子 - 夏樹陽子
- 八島刑事 - 石原良純
- 林葉刑事 - 伊藤敏八
- 水谷捜査課長 - 誠直也
- 原島 - 宮内洋
- 山田アキラ、越村公一、梶幹雄、鷹城佳世、津島令子、偉藤康次 ほか

スタッフ
- 監督 - 北畑泰啓
- 脚本 - 安井国穂
- 音楽 - 義野裕明
- 技斗 - アーバンアクターズ
- 技術協力 - テクノマックス
- 美術協力 - KHKアート、山崎美術
- プロデュース - 菅沢正浩、池野東一、森川一雄
- 制作協力 - 国際放映
- 製作 - テレビ東京、BSジャパン、PROTX

### 2019年版
2019年11月3日、テレビ朝日「日曜プライム」にて放送。終着駅シリーズ35作目。
- 牛尾正直（警視庁新宿西警察署刑事課強行犯捜査係警部補）- 片岡鶴太郎
- 根本景子（根本フード会長・根本圭一の母）- 真野響子
- 根本圭一（根本フード社長・根本佳枝の夫）- 窪塚俊介（10歳の時：細野涼聖）
- 根本佳枝（根本フード 副社長・根本圭一の妻・旧姓：前田）- 矢吹春奈
- 根本英雄（景子の夫・圭一の父・21年前失踪）- 佐伯新
- 杉山浩一（根本フード秘書課 社員）- 松原剛志
- 矢島美沙子（圭一の小学校時代の同級生・矢島徹の妻）- 大寶智子
- 矢島徹（圭一の小学校時代の同級生・大西屋 店主）- 鈴木アキノフ
- 浜田勝弘（圭一の小学校時代の同級生・フリーのルポライター）- 深水元基
- 山岡晴子（旅館「磯波」主人）- 野村真美
- 山岡修介（山岡晴子の息子）- 浅野瑛海
- 山岡夏子（山岡晴子の姪・山岡修介の従兄妹）- 竹内佳菜子
- 前田（根本佳枝の父）- 向井修
- 前田（根本佳枝の母）- 川崎早春
- 谷口浩一（千葉県警勝浦中央警察署）- 六平直政
- 大上達夫（新宿西警察署）- 東根作寿英
- 山路刑事（新宿西警察署）- 徳井優
- 西谷刑事（新宿西警察署）- 石原和海
- 坂本刑事課長（新宿西警察署）- 秋野太作
- 牛尾澄江（牛尾正直の妻）- 岡江久美子